# Thái Thịnh (phường)
Thái Thịnh là một phường thuộc thị xã Kinh Môn, tỉnh Hải Dương, Việt Nam.

## Địa lý
Phường Thái Thịnh có vị trí địa lý:
- Phía đông giáp thành phố Hải Phòng
- Phía tây giáp các phường An Lưu và Long Xuyên
- Phía nam giáp xã Minh Hòa và phường Hiến Thành
- Phía bắc giáp phường An Lưu.

Phường có diện tích 4,05 km², dân số năm 2018 là 7.187 người, mật độ dân số đạt 1.775 người/km².

## Lịch sử
Trước đây xã Thái Thịnh có diện tích 4,07 km², dân số năm 1999 là 6.335 người, mật độ dân số đạt 1.557 người/km².
Ngày 11 tháng 9 năm 2019, Ủy ban Thường vụ Quốc hội ban hành Nghị quyết số 768/NQ-UBTVQH14 (nghị quyết có hiệu lực từ ngày 1 tháng 11 năm 2019). Theo đó, chuyển huyện Kinh Môn thành thị xã Kinh Môn và thành lập phường Thái Thịnh trên cơ sở toàn bộ 4,05 km² diện tích tự nhiên và 7.187 người của xã Thái Thịnh.